# Abbaretz
Abbaretz település Franciaországban, Loire-Atlantique megyében. Lakosainak száma 2052 fő (2022. január 1.). Abbaretz Issé, Joué-sur-Erdre, La Meilleraye-de-Bretagne, Nozay, Puceul, Saffré és Treffieux községekkel határos.

## Népesség
A település népességének változása:
| Lakosok száma | 2007 | 1647 | 1572 | 1747 | 1984 | 2042 | 2088 | 2067 | 2056 | 2052 |
|               | 1968 | 1982 | 1990 | 2006 | 2013 | 2015 | 2017 | 2019 | 2020 | 2022 |